# Жабрейка
Жабрейка — река в России, протекает в Бардымском районе Пермского края. Устье реки находится на 15-м км по левому берегу реки Шермейка. Длина реки составляет 12 км.
Исток находится в южной части Тулвинской возвышенности на границе с Уинским районом в 6 км к юго-востоку от деревни Антуфьево. В верхнем течении до впадения Малой Жабрейки также называется Большая Жабрейка. Течёт на северо-запад, перед устьем поворачивает на юго-запад. Притоки — Малая Жабрейка, Коренушка (правые); Чикурка (левый). В нижнем течении река протекает деревню Антуфьево, ниже которой впадает в Шермейку.

## Данные водного реестра
По данным государственного водного реестра России относится к Камскому бассейновому округу, водохозяйственный участок реки — Кама от Камского гидроузла до Воткинского гидроузла, речной подбассейн реки — бассейны притоков Камы до впадения Белой. Речной бассейн реки — Кама.